# Lambana ziha
Lambana ziha är en fjärilsart som beskrevs av William Schaus 1911. Lambana ziha ingår i släktet Lambana och familjen nattflyn. Inga underarter finns listade i Catalogue of Life.